# Русская почта в Османской империи
Русская почта в Османской империи — почтовая служба Российской империи, работавшая в разных городах Османской империи в период с XVIII века по сентябрь 1914 года. По оценкам Л. Л. Лепешинского (1967), всего было выпущено 73 почтовые марки русской почты в Османской империи, по данным каталога «Скотт» — 231 марка. Почтовые марки русской почты в Османской империи содержали надписи «Бандерольное отправление на Восток», «РОПиТ» и «Восточная корреспонденция».

## История
Самое раннее почтовое сообщение между Санкт-Петербургом и Константинополем представляло собой перевозку дипломатической почты, начиная с 1721 года. По информации из «Большого филателистического словаря» (1988), русская почта была создана в Османской империи в 1748 году и была полностью реорганизована в 1853—1855 годах. Кючук-Кайнарджийский мирный договор 1774 года предусматривал открытие регулярного почтового сообщения, для чего в Константинополе было учреждено отделение консульской почты. Примерно в 1830 году в этом отделении начали применяться ручные почтовые штемпели. Начиная с 1779 года между Константинополем и Херсоном курсировало почтовое судно, а в 1781 году был открыт сухопутный почтовый маршрут через Бухарест в Брацлав.
В 1856 году доставка почты перешла в ведение Русского общества пароходства и торговли (РОПиТ). РОПиТ доставляло почту между различными отделениями, а также пересылало предназначенную в Россию корреспонденцию через Одессу. В 1863 году отделения РОПиТа получили статус, аналогичный обычным российским почтовым отделениям.
Все русские почтовые отделения на территории Османской империи были закрыты в 1914 году.

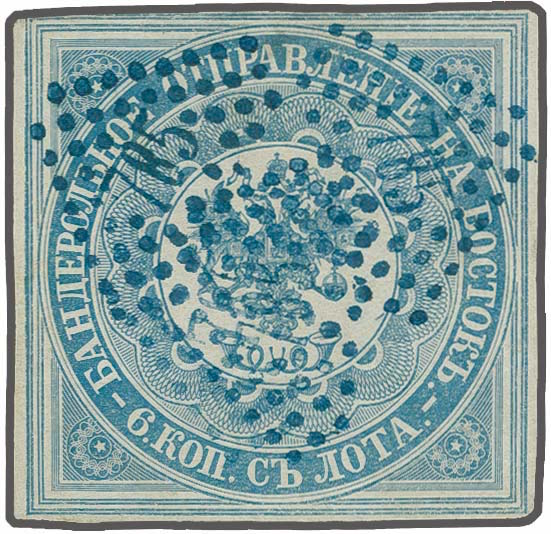
Первая и очень редкая бандерольная марка РОПиТа, погашенная номерным штемпелем (785) почтового отделения в Александрии, 1863, 6 копеек

## Выпуск почтовых марок
Для франкирования почтовых отправлений вначале применялись стандартные марки Российской империи.
Первая почтовая марка отделений РОПиТа в форме большого квадрата с государственным гербом в двойной окружности и надписью «Бандерольное отправление на Восток. 6 коп. с лота», номиналом в 6 копеек вышла в 1863 году и предназначалась для оплаты бандеролей, пересылавшихся из России в Османскую империю. Известны три тиража этих марок, которые отличаются качеством бумаги, цветом и расположением марок в листе. Марка этого типа сегодня встречается редко, равно как и марки номиналом в 2 и 20 копеек обычного размера, выпущенные в 1865 году, на которых наряду с государственным гербом было изображение парохода и надпись «РОПиТ». Марки аналогичного рисунка, но в лучшем исполнении появились в 1866 году.
С 1868 года РОПиТ перешло на рисунок с большой цифрой номинала в центре и надписью «Восточная корреспонденция». Как и в случае обычных российских марок, они вначале печатались на горизонтально-рифлёной бумаге, а после 1872 года — на вертикально-рифлёной бумаге. В 1876 и 1879 годах были сделаны надпечатки новых номиналов в 8 и 7 копеек. В 1879 году цвет марок был изменён, и затем снова в 1884 году, в соответствии с цветами почтовых марок России того времени. Эти марки переиздавались до 1890 года.
С 1900 года выпуск специальных марок был прекращён в связи с использованием местной османской валюты — пара и пиастров (1 пиастр = 40 пара). Вместо этого делались надпечатки новых номиналов на обычных российских почтовых марках.
| Одиннадцатый выпуск Русского Леванта в Константинополе (1910): надпечатки на стандартных марках России (1909) | Одиннадцатый выпуск Русского Леванта в Константинополе (1910): надпечатки на стандартных марках России (1909) |
| --- | --- |
| | |
| 10 пара (Sc #202) на 2-копеечной марке                                                                        | 1 пиастр (Mi #42; Yt #163) (Sc #204) на 10-копеечной марке                                                    |

В 1909 году к 50-летию РОПиТа была выпущена юбилейная серия из девяти памятных марок, на которых на месте императорского двуглавого орла был изображён логотип РОПиТа — пароход и юбилейные даты (1887—1907). Номинал на марках был указан в русской валюте с надпечаткой номинала в османской валюте. В 1909—1910 годах эти марки вышли с надпечатками на французском языке названий городов, где находились русские почтовые отделения. Надпечатки были следующими: «Constantinople» — Константинополь, «Dardanelles» — Дарданеллы, «Smyrne» — Смирна, «Rizeh» — Ризе, «Trebizonde» — Трапезунд, «Kerassunde» — Керассунд и т. д.

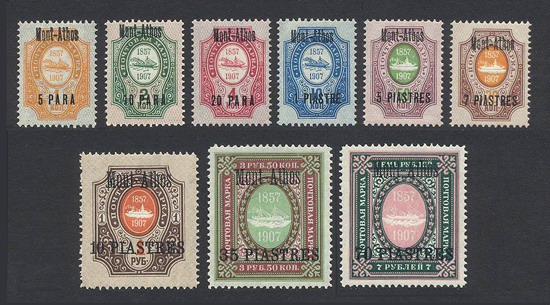
Серия к 50-летию РОПиТа с надпечатками турецких номиналов и надписью «Mont-Atohos» (Гора Афон; 1909)

В 1913 году была изготовлена ещё одна коммеморативная серия путём нанесения надпечаток номинала в турецкой валюте на Романовские юбилейные марки Российской империи.
Помимо почтовых марок, были также выпущены цельные вещи (почтовые карточки и секретки).
При коллекционировании марок русской почты в Османской империи филателистам следует проявлять осторожность, поскольку существуют новоделы и большое число фальсификатов.

## Почтовые штемпели
Проходившая русскую почту в Османской империи корреспонденция вначале гасилась почтовыми штемпелями с надписью итал. «Franco». В 1858 году появились точечные номерные штемпели, имевшие форму неполного ромба, аналогично штемпелям почтовых станций.
| Номер на штемпеле | Место применения штемпеля  | Примечания |
| ----------------- | -------------------------- | ---------- |
| № 778             | Трапезунд (Трабзон)        |            |
| № 780             | Смирна (Измир)             |            |
| № 782             | Александретта (Искендерон) |            |
| № 783             | Бейрут                     |            |
| № 784             | Яффа                       |            |
| № 785             | Александрия                |            |
| № 787             | Салоники                   |            |